# Artroskopia

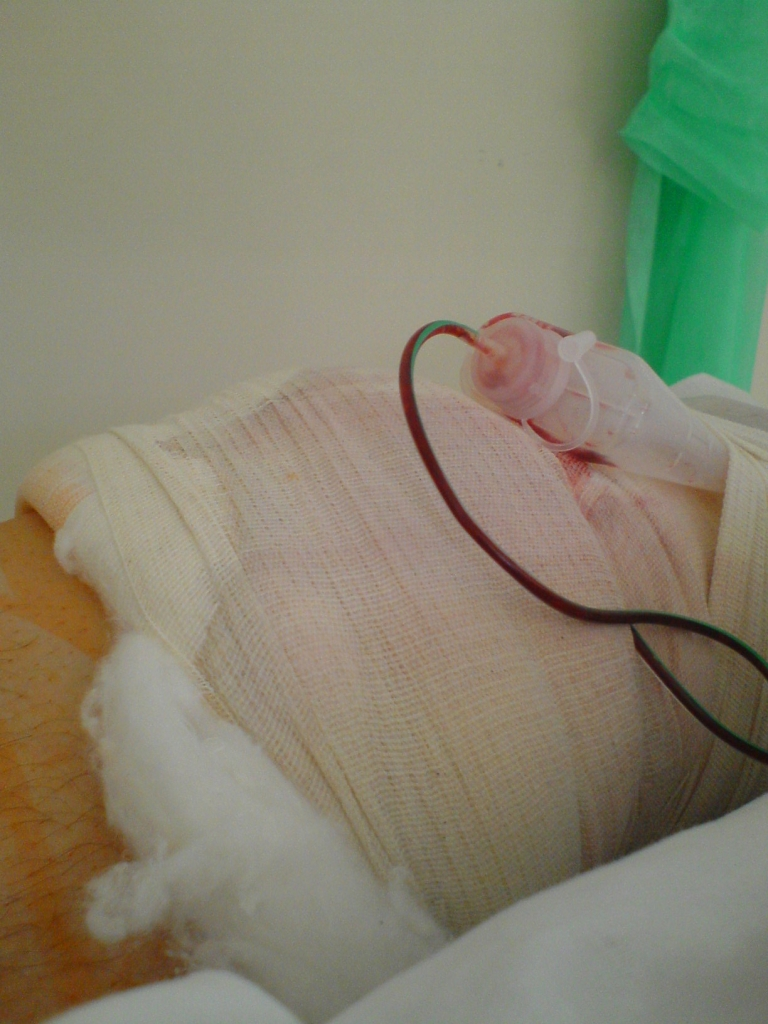
Dzień 0

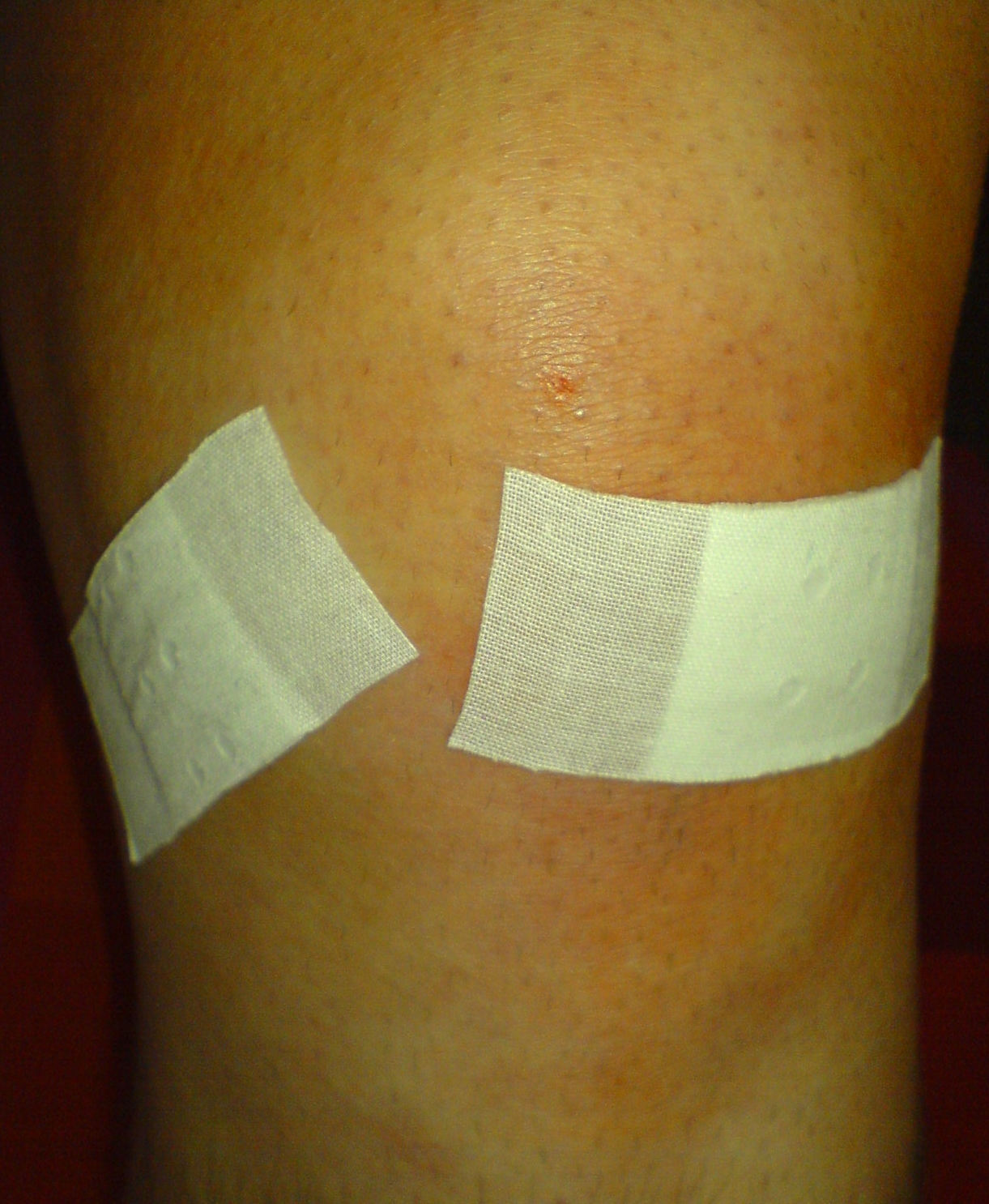
Dzień 5

Artroskopia – wziernikowanie wnętrza stawów np. stawów kolanowych. 
Artroskopię wykonuje się w warunkach sali operacyjnej w znieczuleniu miejscowym lub ogólnym.
Polega na wprowadzeniu urządzenia zwanego artroskopem do stawu poprzez niewielkie nacięcia w okolicy stawu. Po jego wprowadzeniu, do wnętrza stawu podaje się roztwór soli fizjologicznej, co ułatwia obejrzenie wnętrza stawu. Następnie ocenia się wszystkie struktury wewnątrzstawowe: chrząstki stawowe, błonę maziową, więzadła, mięśnie, łąkotki. Ta część zabiegu artroskopii bywa nazywana artroskopią diagnostyczną. Następnie do stawu można wprowadzić miniaturowe instrumenty chirurgiczne i zastosować procedury lecznicze w obrębie stwierdzanej patologii. W przypadku przeprowadzenia tych procedur mówi się o artroskopii operacyjnej (terapeutycznej).

## Wskazania do wykonania badania
Źródło:
- urazy stawów
- niestabilności ruchów w stawach
- złamania śródstawowe
- reumatoidalne zapalenie stawów
- zmiany zwyrodnieniowe
- obecność ciał obcych w stawie
- nowotwory w obrębie stawów

## Badania wykonywane przed artroskopią kolana
Najczęściej wykonywane jest wyłącznie badanie kliniczne specjalisty ortopedy, jednak w niektórych przypadkach stwierdza się konieczność wykonania rezonansu magnetycznego, zdjęcia RTG czy USG.

## Jakie zabiegi można przeprowadzić podczas artroskopii?
- usunięcie przerostu błony maziowej,
- wygładzenie chrząstki stawowej,
- wykonanie rekonstrukcji więzadła krzyżowego przedniego,
- wypłukanie stawu kolanowego,
- doszycie bądź usunięcie uszkodzonej łąkotki,
- usunięcie ciał wolnych ze stawu.